# Rada Šešić
Rada Šešić (Bjelovar, 1957.), scenaristica, redateljica i filmska kritičarka. Živi i radi u Nizozemskoj. 
Rođena je u Bjelovaru 1957. g. Živi i radi u Nizozemskoj od 1993. g. 
Predaje na Sveučilištu u Amsterdamu na Fakultetu za teoriju i povijest filma. Suradnica je više filmskih časopisa (Filmkrant, Dox…) te filmskih festivala u Rotterdamu (IFFR), Amsterdamu (IDFA), u Kerali u Indiji (IFFK), Sarajevu (SFF), Calcutti, Bombayu, Mumbaiu, Krakowu, Zagrebu i Bjelovaru (DOKUart).
U ocjenjivačkom je sudu filmskih fondacija u Nizozemskoj "Jan Vrijman" za dokumentarni film, "Hubert Bals" za igrani film te STIFO za kreativno televizijsko stvaralaštvo.
Sa svojim filmovima, sudjelovala je na pedesetak svjetskih festivala, osvojila je tri prve nagrade.

## Filmografija
- Lam Arabi (1991.)
- Tijelo / Body (1992.)
- Room Without a View (1997.)
- Soske (2001.)
- In the Whitest Solitude (2001.)